# Prospero
Prospero là một chi thực vật có hoa trong họ Asparagaceae.

## Hình ảnh

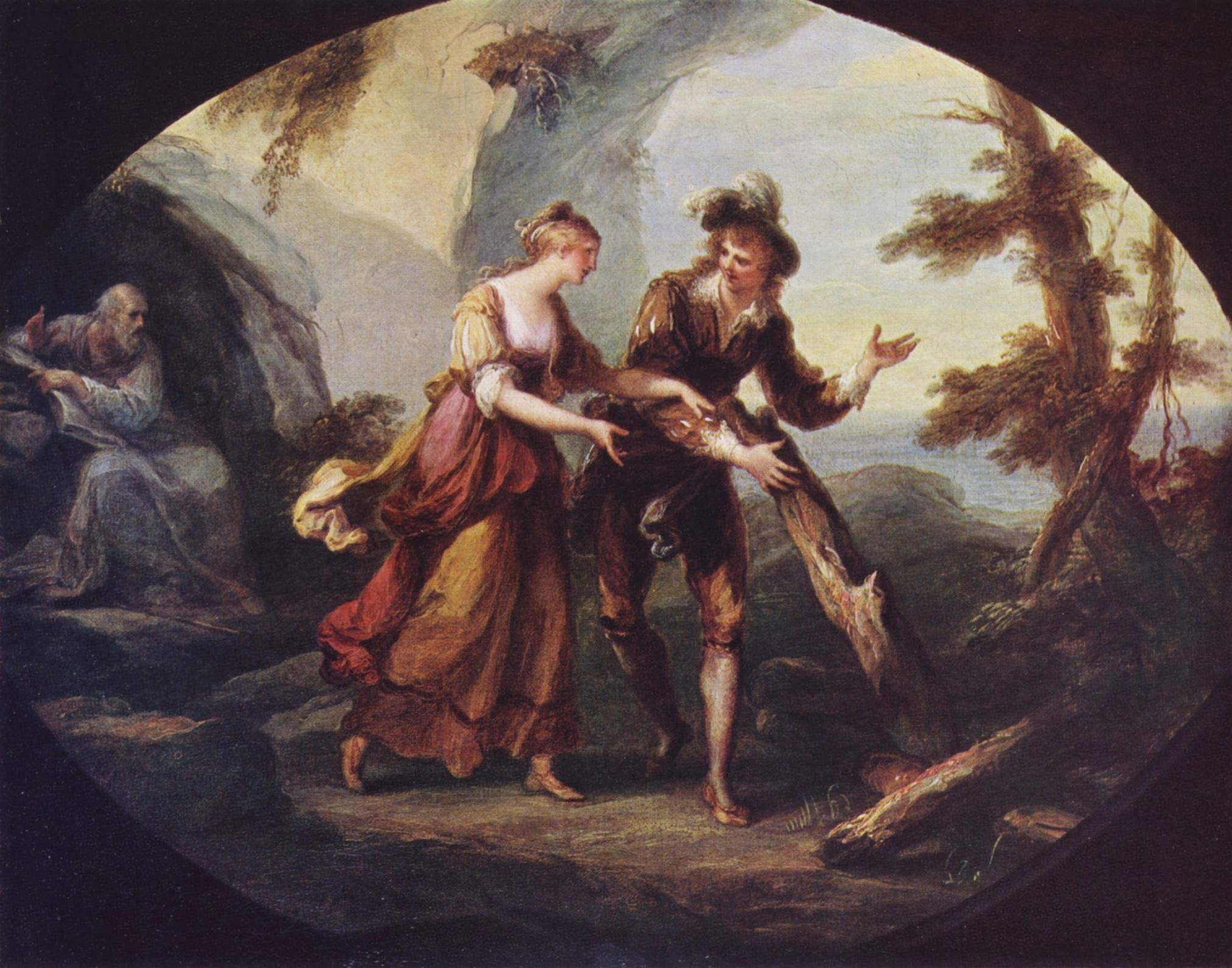
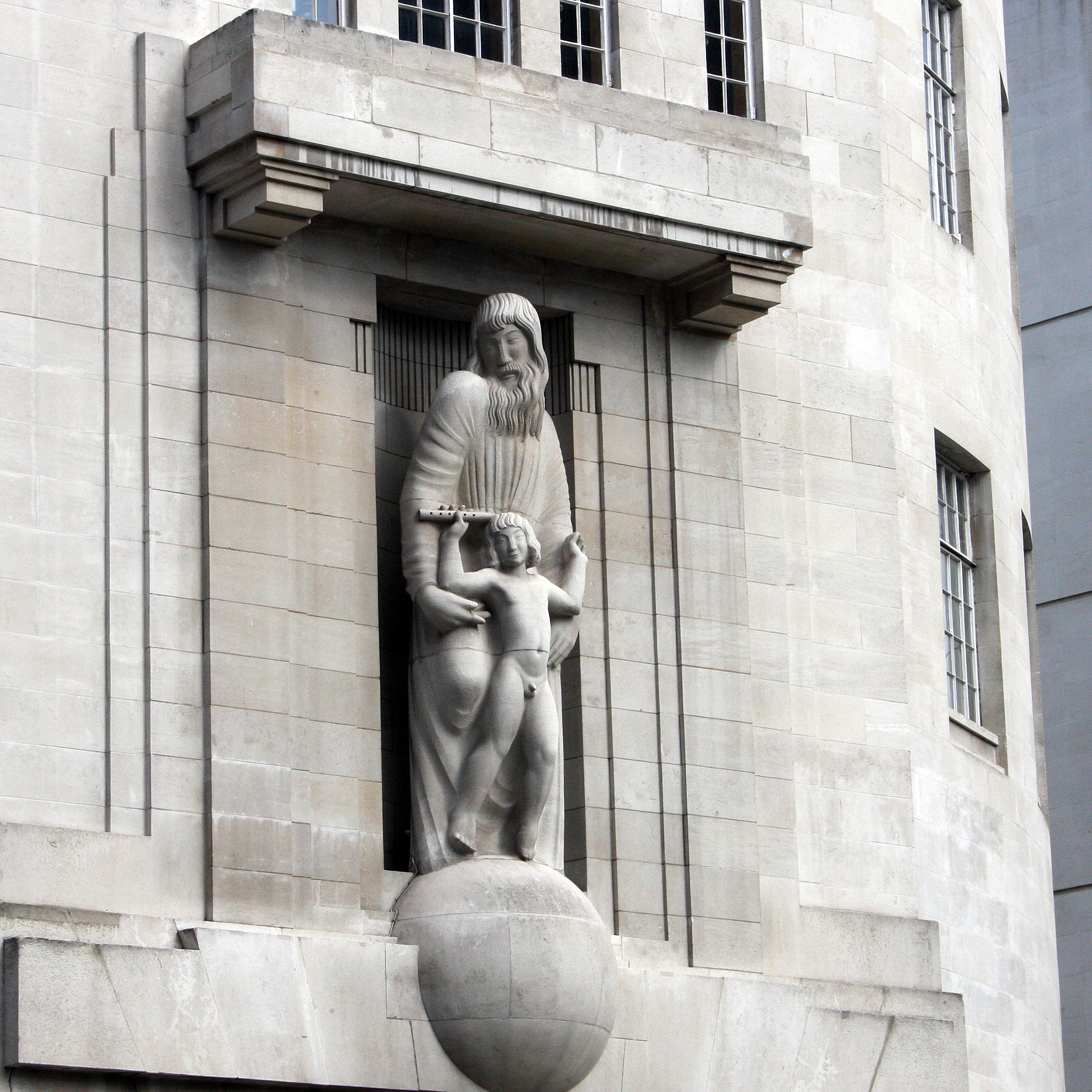
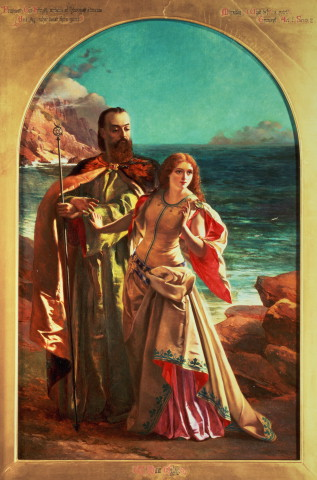
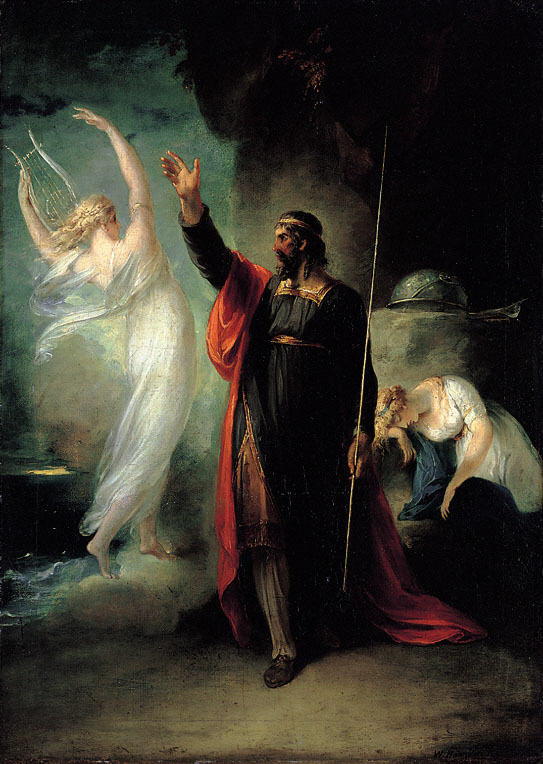

## Danh sách loài
- Prospero autumnale (L.) Speta
- Prospero battagliae Speta
- Prospero corsicum (Boullu) J.-M.Tison
- Prospero cyrenaicum
- Prospero depressum Speta
- Prospero elisae Speta
- Prospero fallax (Steinh.) Speta
- Prospero hanburyi (Baker) Speta
- Prospero hierae C.Brullo
- Prospero hierapytnense Speta
- Prospero holzmannium
- Prospero hyacinthoideum
- Prospero idaeum Speta
- Prospero lingulatum
- Prospero minimum Speta
- Prospero obtusifolium (Poir.) Speta
- Prospero paratethycum Speta
- Prospero parviflorum
- Prospero pulchellum
- Prospero rhadamanthi Speta
- Prospero scythicum
- Prospero talosii (Tzanoud. & Kypr.) Speta
- Prospero undulatum